# Chirita villosissima
Chirita villosissima är en tvåhjärtbladig växtart som beskrevs av Wen Tsai Wang. Chirita villosissima ingår i släktet Chirita och familjen Gesneriaceae. Inga underarter finns listade i Catalogue of Life.